# Cazarmele militare de pe str. 31 August 1989 (Bălți)
Cazarmele militare de pe str. 31 August 1989 sunt un complex de clădiri amplasat pe str. 31 August 1989, 24 în Bălți, Republica Moldova. Aceste cazarme sunt un monument arhitectural de importanță națională inclus în Registrul monumentelor Republicii Moldova ocrotite de stat cu nr. 21 (municipiul Bălți). Datează din 1906.